# Gagea kneissea
Gagea kneissea är en liljeväxtart som beskrevs av Joseph Thiébaut. Gagea kneissea ingår i Vårlökssläktet och i familjen liljeväxter.
Artens utbredningsområde är Syrien. Inga underarter finns listade.